# Toonz
Toonz — программное обеспечение для создания двумерной анимации. Изначально производилось компанией Dwango. 19 марта 2016 года был открыт исходный код и создан продукт OpenToonz.

## История
Инструментарий Toonz доступен с 1993 года. В 1995 году программное обеспечение начало использоваться компанией Studio Ghibli основанной Хаяо Миядзаки. 
В 2016 году была заключена договорённость японской компании Dwango с итальянской компанией Digital Video, согласно которой Dwango сможет создать и выпустить свободную и бесплатную версию Toonz.

## Особенности
- Продукт изначально ориентирован на покадровую анимацию, однако впоследствии появились векторные инструменты для анимации
- Растровые и векторные инструменты для рисования
- Более 100 анимируемых эффектов
- Палитра индексированных цветов
- Компоузинг
- Автоматическое сканирование
- Использование скриптов
- Анимация скелета
- Анимация частиц
- Автоматическая фазовка

## Критика
Проверка OpenToonz с использованием статического анализатора кода PVS-Studio выявила ряд ошибок, которые свидетельствовали о плохом качестве исходного кода.

## Использование

### Фильмография
- Принцесса Мононоке
- Мои соседи Ямада
- Унесённые призраками
- Ходячий замок Хоула
- Рыбка Поньо на утёсе
- Ариэтти из страны лилипутов
- Балто
- Nick at Nite
- Анастасия
- Футурама
- Губка Боб квадратные штаны
- Титан: После гибели Земли
- Астерикс завоёвывает Америку (С помощью программы Toonz был анимирован шторм)
- Вселенная Стивена

### Игры
- Discworld II
- Claw